# Bryan Fury
Bryan Fury (ブライアン・フューリー?, Buraian Fyūrī) è un personaggio immaginario della serie di videogiochi picchiaduro Tekken, apparso per la prima volta in Tekken 3.

## Descrizione

### Aspetto
Bryan, nato a Washington, era un ex membro dell'Interpol che è stato ucciso in una sparatoria ad Hong Kong. Dopo la sua morte, il Dr.Abel lo fa tornare in vita sostituendo molte parti del suo corpo con impianti cibernetici. Egli ha molte cicatrici dovute agli scontri e alla sua trasformazione in cyborg, tra cui una a forma di croce sulla schiena. In Tekken 4 e Tekken 5, il corpo di Bryan muta naturalmente e diventa più grosso e potente.

### Stile di combattimento
Bryan pratica la kickboxing, e possiede molte mosse in comune con Bruce Irvin, come "Slash Kick", "Side Step Elbow" e "Gatling Combination". Se in Tekken Tag Tournament si sceglie di combattere con Bryan e Bruce, i due eseguiranno la stessa animazione all'inizio dell'incontro.

## Storia

### Tekken 3
Bryan è un ex membro dell'Interpol, ucciso durante una sparatoria a Hong Kong; il suo corpo fu portato ai laboratori della Mishima Zaibatsu, dove il Dr. Abel trasformò Bryan in cyborg. Tuttavia, Abel scoprì che la sua creatura non era perfetta e che per concluderla servivano i dati tecnici del Dr. Boskonovitch, il suo rivale. Abel iscrisse Bryan al terzo Torneo del Re de Pugno di Ferro, o Tekken 3, per sperimentare la propria creazione e rubare i dati a Boskonovitch. Nel suo finale, Bryan vince il torneo sconfiggendo Ogre, ma viene inseguito dalla Tekken Force, che lo circonda in un vicolo. Bryan si ferma e combatte contro gli avversari che, oramai in minoranza, chiedono l'intervento di un carro armato con cui Bryan ingaggia battaglia. Oramai vittorioso, Bryan lancia una risata diabolica.

### Tekken Tag Tournament
Bryan cammina per le strade di Hong Kong quando l'investigatore dell'Interpol Lei Wulong, un tempo suo rivale, lo scova e gli spara; Lei finisce i proiettili mentre Bryan lo carica rompendogli l'osso del collo con un montante.

### Tekken 4
Abel viene nominato dalla Mishima Zaibatsu suo ricercatore primario, e Bryan viene abbandonato al proprio destino, in quanto si accorge di essere in fin di vita; per questo Bryan comincia a nutrire dei rancori verso Abel, che lo ha abbandonato, e la Mishima Zaibatsu, che gli porta via Abel. Sentendo parlare del quarto Torneo del Re de Pugno di Ferro, o Tekken 4, Bryan vi si iscrive allo scopo da diventare il capo della Mishima Zaibatsu e obbligare Abel a lavorare su di lui. Nel suo epilogo, Bryan vince il torneo prendendo il controllo della Mishima Zaibatsu. Tremante e in fin di vita, Bryan trova Abel e, con le forze residue, gli sferra un pugno, svenendo poco dopo. Quando Bryan si risveglia, scopre che Yoshimitsu gli ha salvato la vita portandolo al laboratorio di Boskonovitch, il quale offre a Bryan la possibilità di essere perfezionato in cambio del permesso di poter studiarne il corpo; Bryan accetta; quindi Boskonovitch lo addormenta sedandolo, e gli rivela che si sarebbe risvegliato dopo un anno.

### Tekken 5
Durante lo studio del corpo di Bryan, Boskonovitch scopre che il corpo di Bryan è talmente complesso da necessitare di un generatore di energia perpetuo per funzionare in modo stabile. Dopo il montaggio, Bryan si sveglia anticipatamente, compiaciuto del lavoro svolto da Boskonovitch, ma rade al suolo il laboratorio e trucida i membri del Manji Clan, ferendo gravemente anche Boskonivitch, scatenando l'ira di Yoshimitsu, che giura vendetta. Dopo la fuga, Bryan decide di mettere alla prova le proprie abilità nell'imminente quinto Torneo del Re de Pugno di Ferro, o Tekken 5. Quando Lei Wulong cerca di arrestarlo, lui gli lancia uno sguardo minaccioso e comincia a combattere; poco dopo averlo sconfitto, lo umilia torcendogli il braccio e dicendogli "Che superpoliziotto che sei!" (riferimento a Jackie Chan). Sub-boss di Bryan sono Lei Wulong e Yoshimitsu. Bryan è sub-boss di stage 7 di Yoshimitsu.
Nel suo finale, Bryan vince il torneo. Al corrente del fatto che Yoshimitsu lo sta inseguendo, decide di affrontarlo faccia a faccia. Bryan cammina in una foresta con un Gatling in mano e, sentendo un rumore, decide di controllare l'area con i suoi occhi cibernetici, finché riesce a localizzare Yoshimitsu mimetizzato su un albero: lanciandogli un ghigno. Bryan apre quindi il fuoco, mancando il bersaglio più volte e fermando il fuoco poco dopo, finché Yoshimitsu lo attacca alle spalle; Bryan lo sente e lo colpisce con la propria pistola; Yoshimitsu quindi cade a terra, ferito, vicino a un albero: Bryan si avvicina impugnando la sua pistola, puntandola contro Yoshimitsu e finendolo.

### Tekken 6
L'intervento di Yoshimitsu ha impedito a Bryan di sfruttare il massimo potenziale del nuovo generatore perpetuo. Frustrato dal fatto di possedere un così grande potere e di non avere occasione di sfruttarlo, Bryan, per placare la propria sete di distruzione, si avventura nei campi di battaglia di tutto il mondo seminando il terrore, finché anche questi lo stufano. Sentita la notizia di un nuovo Torneo del Re de Pugno di Ferro, Bryan si iscrive alla ricerca di avversari più capaci con cui misurarsi. Nel suo epilogo, Bryan si aggira in una zona di guerra urbana armato di Gatling e lanciamissili. Dopo aver estratto una trave di ferro dal terreno, la lancia contro un elicottero da combattimento che precipita, causando un'esplosione: Bryan cammina avvolto dalle fiamme e ghigna soddisfatto.

### Tekken(film)
Bryan è un uomo che ha ottenuto miglioramenti cibernetici. Viene ricattato da Kazuya Mishima, il quale gli ordina di uccidere Jin Kazama, affinché la vera natura di Bryan continui a rimanere segreta. Quando Kazuya cambia le regole del torneo, facendo sì che i partecipanti siano costretti a lottare fino alla morte, Bryan combatte contro Sergei Dragunov; quest'ultimo, nonostante grandi sforzi, viene ucciso da Bryan, che lo sgozza con una catena spinata. Più tardi Bryan affronta Jin: dapprima il giovane è in difficoltà contro la sua potenza inumana, ma dopo, rammentando gli insegnamenti di Jun Kazama su come individuare i punti deboli di un avversario, riesce ad aver la meglio su Bryan.